# Neomochtherus caucasicus
Neomochtherus caucasicus är en tvåvingeart som beskrevs av Tsacas 1968. Neomochtherus caucasicus ingår i släktet Neomochtherus och familjen rovflugor.
Artens utbredningsområde är Azerbajdzjan. Inga underarter finns listade i Catalogue of Life.